# زاو ایرویز
زاو ایرویز (به انگلیسی: Zav Airways) یک شرکت هواپیمایی است که در ۱ مارس ۲۰۰۵ میلادی تأسیس شده‌است. قطب زاو ایرویز در فرودگاه بین‌المللی نتاجی سوباش چاندرا بوز، کلکته قرار دارد.